# Australiosoma hamuligerum
Australiosoma hamuligerum är en mångfotingart som beskrevs av Karl Wilhelm Verhoeff 1924. Australiosoma hamuligerum ingår i släktet Australiosoma och familjen orangeridubbelfotingar. Inga underarter finns listade i Catalogue of Life.